# Nishi-naga-iwa-Gletscher
Der Nishi-naga-iwa-Gletscher (von japanisch 西長岩氷河 Nishinagaiwa-hyōga, deutsch ‚Westlicher Langfelsengletscher‘; norwegisch Darumabreen) ist ein breiter Gletscher an der Kronprinz-Olav-Küste des ostantarktischen Königin-Maud-Lands. Er mündet zwischen dem Daruma Rock und Kap Akarui in die Kosmonautensee mündet.
Kartografiert und fotografiert wurde er von Teilnehmern der von 1957 bis 1962 dauernden japanischen Antarktisexpedition, die ihn in Verbindung mit dem 8 km östlich gelegenen Higashi-naga-iwa-Gletscher (oder Östlicher Langfelsengletscher) benannten.